# Facundo Corvalán
Facundo Corvalán (Junín, Buenos Aires, 10 de septiembre de 1998) es un baloncestista argentino que se desempeña como base en el Brasília Basquete del Novo Basquete Brasil.

## Trayectoria
Corvalán comenzó a practicar baloncesto en el club Los Indios de su ciudad natal Junín. En 2013 se incorporó a las divisiones formativas de Ciclista Juninense, debutando con su camiseta en la Liga Nacional de Básquet -la máxima categoría del baloncesto argentino- al año siguiente.   
En 2015 fichó para Bahía Basket. En ese club alternaría entre la Liga de Desarrollo y la Liga Nacional de Básquet, mostrando una importante evolución en su juego. Durante su última temporada con los bahienses registró promedios de 14.4 puntos, 3,8 asistencias y 1,7 rebotes por partido.
Con más de 205 partidos en competiciones nacionales e internacionales, en agosto de 2019 dio su primer paso a Europa cuando Real Betis Baloncesto de la Liga ACB hizo oficial su contratación. Sin embargo el club andaluz lo cedió al Real Canoe Natación Club, un equipo de la Liga LEB Oro. El base finalizó la temporada 2019-20 con marcas de 6.5 puntos y 1.3 rebotes en los casi diecisiete minutos que jugaba de media por partido.
El 30 de julio de 2020 se incorporó a CB Peñas Huesca, lo que le permitió jugar otra temporada en la Liga LEB Oro.
Un año después dejaría España para instalarse en Brasil, contratado como jugador extranjero por el  Minas Tênis Clube del Novo Basquete Brasil. Con ese equipo, Corvalán se consagró campeón de la edición 2022 de la Copa Súper 8. Al concluir la temporada fichó con el Unifacisa. Luego de dos temporadas en ese club, se unió a los Guaiqueríes de Margarita de la Superliga Profesional de Baloncesto de Venezuela para disputar la temporada 2024.
Regresó a Brasil en junio de 2024 para desempeñarse como conductor del Franca, tomando el puesto de su compatriota Santiago Scala. Con su nuevo equipo se consagró campeón del Campeonato Paulista de 2024 y de la temporada 2024-25 del NBB.
En agosto de 2025 fue contratado por el Brasília Basquete, otro equipo del NBB.

### Clubes
| Club                     | País      | Año             |
| ------------------------ | --------- | --------------- |
| Ciclista Juninense       | Argentina | 2014 - 2015     |
| Bahía Basket             | Argentina | 2015 - 2019     |
| Real Canoe Natación Club | España    | 2019 - 2020     |
| CB Peñas Huesca          | España    | 2020 - 2021     |
| Minas Tênis Clube        | Brasil    | 2021 - 2022     |
| Unifacisa Basquete       | Brasil    | 2022 - 2024     |
| Guaiqueríes de Margarita | Venezuela | 2024            |
| Franca                   | Brasil    | 2024 - 2025     |
| Brasília Basquete        | Brasil    | 2025 - Presente |

## Selección nacional
Corvalán disputó varios torneos con los seleccionados juveniles de baloncesto de Argentina. En 2014 integró el combinado que representó a la Argentina en el Torneo Internacional TBF Sub-16 en Turquía. Al año siguiente fue parte del plantel que disputó el Campeonato Mundial de Baloncesto Sub-19 de 2015 en Grecia y del que se consagró campeón en el Campeonato Sudamericano de Baloncesto Sub-17 de 2015 en Argentina. En 2016 fue el base del equipo que terminó quinto en el Campeonato FIBA Américas Sub-18 de 2016 jugado en Chile, y, un año después, fue incluido entre los representantes argentinos del Campeonato Mundial de Baloncesto Sub-19 de 2017 en Egipto, torneo donde se destacó como el máximo anotador de su equipo (13.3 puntos por partidos) y el máximo asistidor del certamen (6.3 asistencias por partido). 
Asimismo Corvalán formó parte del seleccionado universitario de baloncesto de Argentina que compitió en la Universiada de 2019 y en la Universiada de 2021.